# Code et autres lois du cyberespace
Code et autres lois du cyberespace est un livre de Lawrence Lessig paru en 1999. Il est connu en anglais sous le titre de Code: Version 2.0 (en) (version remaniée de Code and Other Laws of Cyberspace). Il traite de la différence entre les lois dans le monde physique et dans le monde virtuel, sujet de nombreux débats depuis l'apparition de l'Internet. Code: Version 2.0 (en) (en) existe en deux versions. 

## Les deux éditions du livre
La première version, datée de 1999, traitait de l'impossibilité de la régulation de l'internet. L'auteur a eu l'idée d'écrire ce livre après avoir entendu Vernor Vinge et Tom Maddox (en) s'exprimer au sujet des lois du cyberespace lors d'une conférence (Computers, Freedom and Privacy Conference (en) (en)) en 1996.
La deuxième version était une extension de la première. L'auteur y a changé quelques exemples cités, a enrichi certains arguments, a corrigé des erreurs qu'il considérait comme étant des visions datées, la situation ayant changé depuis. Dans un livre précédent intitulé Culture libre, il explique la différence entre la culture commerciale et non commerciale sur internet.

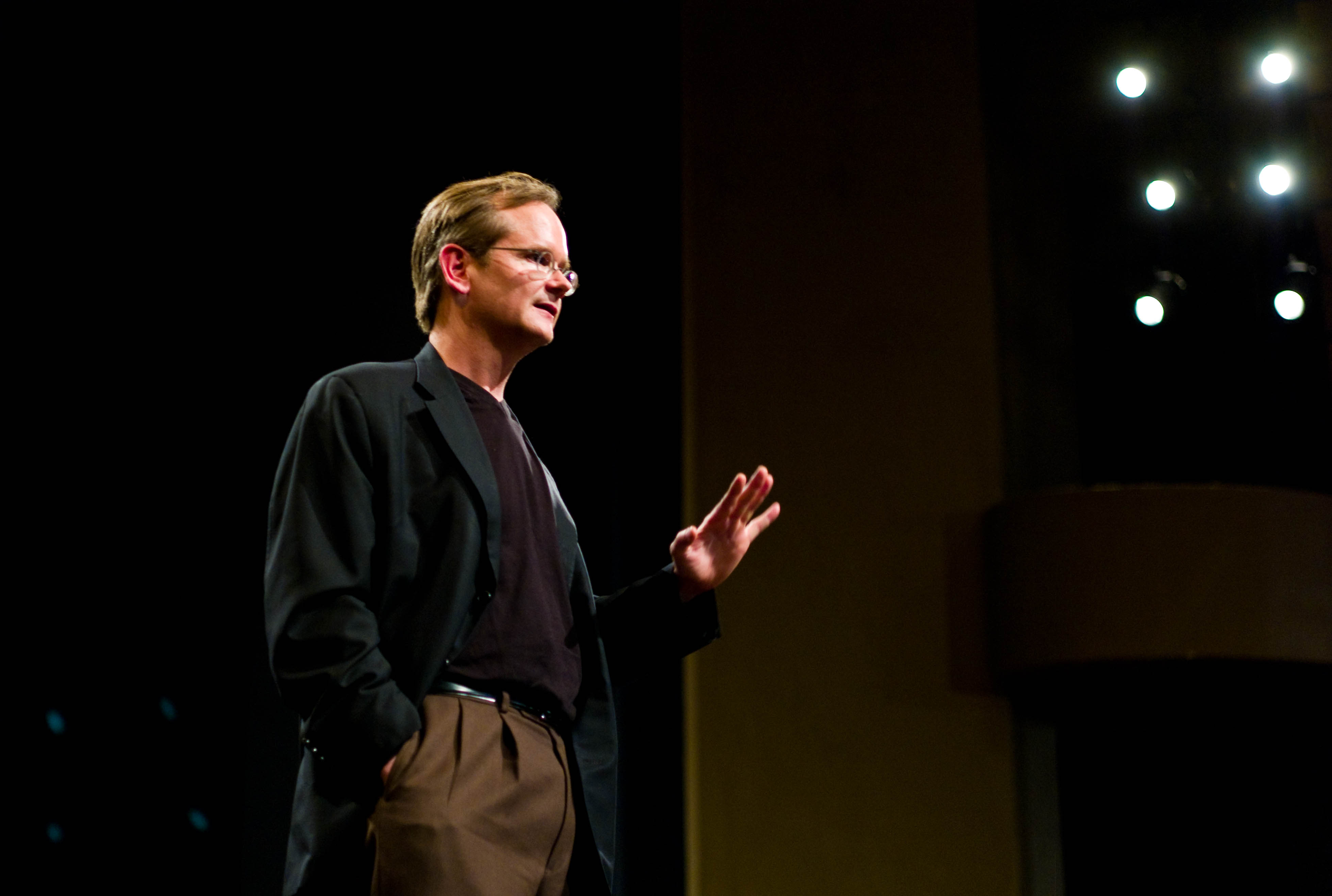
Lawrence Lessig lors d'une conférence

Code: Version 2.0 (en) (en) contient quatre parties et dix-huit chapitres. L'auteur y aborde l'impossibilité d'avoir un code légal unifié sur internet étant donné que les utilisateurs proviennent de différents pays, et sont donc assujettis à différentes lois. Cela rend l'application d'une loi uniforme irréalisable, et pourrait mener à des conflits avec la liberté d'expression et la vie privée de tout individu, évoquant la menace d'un Big Brother (voir le roman de George Orwell, 1984). 

## Les lois dans le monde virtuel
Le Cyberespace est un monde qui annule l'existence de toutes les frontières, par conséquent aucune loi ne lui est applicable. Se pose alors la question de l'éthique comme mode de gouvernance. Il n'empêche qu'il existe un certain contrôle de la part des exploitants de réseaux, qui ont accès aux identités de leurs abonnés même si ce contrôle reste restreint . L'application des lois dans le monde physique est différente du monde virtuel pour la simple raison que le juriste ne pourrait prévenir les problèmes qui arriveraient sur internet. De plus, les lois internationales peuvent entrer en conflit, un bon exemple est le cas de Yahoo!.

## Partisans et critiques
Code: Version 2.0 a suscité un certain débat parmi les analystes et journalistes. David Pogue, par exemple, a exprimé un point de vue négatif sur le livre de Lawrence Lessig. D'autres auteurs s'en sont inspirés, comme Florent Latrive, qui défend lui aussi la culture libre dans son livre Du bon usage de la piraterie.